# ۱۲۶۳ (خورشیدی)
۱۲۶۳ هزار و دویست و شصت و سومین سال هجری خورشیدی، سالی کبیسه است.